# ナビ/揺れ
「ナビ/揺れ」（なび／ゆれ）は、日本のヒップホップグループであるKICK THE CAN CREWの14枚目のシングル。2003年11月12日発売。

## 概要
- 2003年8月6日発売の11枚目のシングル「性コンティニュー」から始まった5ヵ月連続7リリースの第4弾。
- 両A面シングル。

## 収録曲
1. ナビ
作詞:KREVA・LITTLE・MCU、作曲:KREVA・LITTLE・MCU・DJ TATSUTA
台湾ライブで初めて披露されたた[1]。
2. 揺れ
作詞:KREVA・LITTLE・MCU、作曲:KREVA・LITTLE・MCU
3. パンク寸前のFUNK (live)
作詞:KREVA・LITTLE・MCU、作曲:KREVA・LITTLE・MCU・DJ TATSUTA
前作のライブバージョン。

## 収録アルバム
- GOOD MUSIC (#1,2)